# Petersburg (Iowa)
Pour les articles homonymes, voir Petersburg.
Petersburg (à l'origine, Petersburgh) est une communauté non incorporée située aux États-Unis dans le comté de Delaware (Iowa). Petersburg s'élève à 339 m d'altitude.

## Histoire
La première construction de Petersburg est un magasin de gros pour les fermes environnantes, bâti en 1873. Le bureau de poste ouvre l'année suivante .

## Église Saints-Pierre-et-Paul
Le village est fameux pour son église Saints-Pierre-et-Paul de rite catholique qui le domine de sa flèche. Terminée et consacrée en 1906, l'église est construite en pierre de taille dans le style néo-gothique. Le maître-autel de bois délicatement sculpté possède des panneaux de bois foncé incrustés de plaques à la feuille d'or. Elle a été inscrite au registre national des lieux historiques en 1995.

## Éducation
Petersburg fait partie du Western Dubuque Community School District. 
À l'automne 2013, la Hennessy Catholic School a déménagé toutes ses classes de New Vienna à l'école de Petersburg. Il y a une soixantaine d'élèves du primaire. En 1987, la St. Boniface School de New Vienna avait fusionné avec la SS. Peter & Paul School de Petersburg pour former la Hennessy Catholic School.